# 名古屋工業大学短期大学部
名古屋工業大学短期大学部（なごやこうぎょうだいがくたんきだいがくぶ）は、愛知県名古屋市昭和区御器所町　に本部を置いていた日本の国立大学である。1951年に設置され、1961年に廃止された。

## 概要

### 大学全体
- 愛知県名古屋市昭和区に所在した日本の国立短期大学で、併設元は名古屋工業大学。
- 国内で最初に認可された国立短期大学4校の一つとして[1]、1951年に開学した[2][3]。当初は学科数2、入学定員40名ずつだったが、学科の増設により、４学科で入学総定員160名体制となる。
- 1958年度の入学生を最後に[注釈 2]、1961年短期大学としての使命を終える[注釈 3]。

### 学風および特色
- 名古屋工業大学短期大学部は勤労の傍ら学業に励む人々に対して教育を開放することのねらいから、夜間部が設置されていた。

## 沿革
- 1921年 左記を以て設置された名古屋高等工業学校夜間部が源流とされる[8][9]。
- 1950年
  - 10月 文部省[注釈 4]に短期大学[注 1]の設置認可に関する申請を以下の通り行う[10]。
    - 土木工学科
    - 電気工学科
- 1951年
  - 4月1日 名古屋工業大学短期大学部が以下の学科体制にて開学する[11]。学生総数 男100[12]。
    - 土木科第二部 入学定員40名
    - 電気科第二部 入学定員40名

  - 5月7日 第1回入学式が挙行される。入学許可者100名[9]。
- 1952年
  - 4月24日 第2回入学式が挙行される。入学許可者85名[9]。
- 1954年
  - 4月1日 以下の学科を増設する[13]。
    - 機械科 学生数 男45[14]/入学定員40名[注 4]。
- 1957年
  - 4月1日 以下の学科を増設する[15]。
    - 工業化学科[16] 入学定員40名
- 1958年
  - 4月1日 学生募集が終了する[注釈 2]。
    - 土木科第二部：学生数 男89[17]/定員 120
    - 電気科第二部：学生数 男124[17]/定員 120
    - 機械科第二部：学生数 男119[17]/定員 120
    - 工業化学科第二部：学生数 男62[17]/定員 120
- 1959年
  - 4月1日 学生募集停止により、定員を以下の通り変更する。
    - 土木科第二部：学生数 男62[18]/定員 80
    - 電気科第二部：学生数 男77[18]/定員 80
    - 機械科第二部：学生数 男73[18]/定員 80
    - 工業化学科第二部：学生数 男58[18]/定員 80
- 1960年
  - 4月1日 学生募集停止中により、定員を以下の通り変更する。
    - 土木科第二部：学生数 29[注 3][19]/定員 40
    - 電気科第二部：学生数 男41[19]/定員 40
    - 機械科第二部：学生数 男30[19]/定員 40
    - 工業化学科第二部：学生数 男27[19]/定員 40
- 1961年
  - 3月31日 左記を以て正式に廃止[注釈 3]。

## 基礎データ

### 所在地
- 愛知県名古屋市昭和区御器所町[注釈 1]

## 教育および研究

### 組織

#### 学科[注 5]
- 土木科第二部 入学定員40名
- 電気科第二部 入学定員40名
- 機械科第二部 入学定員40名
- 工業化学科第二部 入学定員40名

##### 設置計画のあった学科[注 6]
- 建築科
- 紡績科
- 窯業科
- 金属科

#### 専攻科
- なし

#### 別科
- なし

#### 取得資格について
- 測量士補資格が土木科第二部において設置されていたものとみられる[21]。

## 大学関係者と組織

### 大学関係者一覧

#### 大学関係者
- 清水勤二：学長を歴任。名古屋工業大学と兼任。

#### 出身者
- 本短期大学卒業生に関する記載が右記の資料にある[22]。

## 施設

### キャンパス
- 設備：当時、工学部と共同で使用[23]。

## 関連サイト
- 名古屋工業大学の沿革